# Grammonus thielei
Grammonus thielei ist eine Art der Eingeweidefischartigen, die endemisch in mit Meer- bzw. Brackwasser gefüllten Kalksteinhöhlen am Nordende der indonesischen Insel Tomia südöstlich von Sulawesi vorkommt. Er wurde nach seinem Entdecker Werner Thiele benannt. Die trägen Fische verharren meist bewegungslos mit nur leichten Flossenbewegungen unter Felsvorsprüngen.

## Merkmale
Männliche Grammonus thielei werden 18 Zentimeter lang, Weibchen bleiben mit 15 Zentimetern etwas kleiner. Der Kopf nimmt 33 % der Standardlänge (SL) ein, hat eine Breite von 20 % der SL und eine Höhe von 29 % der SL. Die Wirbelanzahl liegt bei 38 (11 Rumpfwirbel, 26 Schwanzwirbel (Uroneuralia als 1 gezählt)). Am ersten Kiemenbogen befinden sich 18 bis 19 Kiemenrechen, drei bis vier sind deutlich entwickelt, 14 bis 16 nur kurz. Die langgestreckten Fische haben 66 Flossenstrahlen in der Rückenflosse, 41 in der Afterflosse, 21 in den Brustflossen, einen in den Bauchflossen und 12 in der winzigen Schwanzflosse. Die Schwanzflosse ist nicht mit Rücken- und Afterflosse zusammengewachsen. An der Kiemendeckelecke befindet sich eine große Seitenlinienpore. Entlang der Seitenlinie zählt man etwa 70 Schuppen. Die Fische sind bräunlich marmoriert, die Augen sind dunkelblau.

## Lebensweise
Grammonus thielei lebt in Kalksteinhöhlen und Karsttrichtern am Ufer der indonesischen Insel Tomia, die wahrscheinlich in Tiefen von zwei bis 30 Metern miteinander verbunden sind. Sie halten sich vor allem in lichtlosen Bereichen ohne Strömung auf, wurden jedoch auch unter Felsvorsprüngen in Höhleneingängen beobachtet. Die Fische reagieren nicht auf das Licht von Taschenlampen, die Fluchtdistanz beträgt lediglich 2 Zentimeter. Da die Fische noch gefärbt sind und gut entwickelte Augen besitzen, wird vermutet, dass der Übergang zu einer höhlenbewohnenden Lebensweise noch nicht allzu lang zurückliegt.